# Kafr Nabl (nahija)
Nahija Kafr Nabl (ar. ناحية كفرنبل) je nahija u okrugu Ma'arrat al-Nu'man, u sirijskoj pokrajini Idlib. Po popisu iz 2004. (prije rata), nahija je imala 67.460 stanovnika. Administrativno sjedište je u naselju Kafr Nabl.